# Dasyprocta nigriclunis
Dasyprocta nigriclunis é uma espécie de roedor endêmico do Brasil da família das cutias Dasyproctidae e do gênero Dasyprocta. Encontrado nos estados da Bahia,Piauí e Tocantins, mais especificamente, sul do Piauí, sudeste do Tocantins e noroeste da Bahia, acima de 400 metros de altura.